# Ovlași, Romnî
Ovlași (în ucraineană Овлаші) este un sat în comuna Dovhopolivka din raionul Romnî, regiunea Sumî, Ucraina.

## Demografie
Componența lingvistică a localității Ovlași
     Ucraineană (96,22%)
     Rusă (3,78%)
Conform recensământului din 2001, majoritatea populației localității Ovlași era vorbitoare de ucraineană (96,22%), existând în minoritate și vorbitori de rusă (3,78%).